# Adrian Țuțu
Adrian Cristian Țuțu (n. 11 martie 1992, București, România), supranumit Eminem de România, este un cântăreț român de muzică hip-hop care a câștigat primul sezon al emisiunii Românii au talent. Premiul obținut de acesta s-a ridicat la 120.000 de €.
Pe când avea patru ani, Adrian s-a mutat împreună cu familia sa la Focșani. În urmă cu trei ani, Adrian Țuțu era elev în clasa a X-a la Școala de Arte și Meserii din cadrul Colegiului Tehnic „Traian Vuia” din Focșani. Încă de atunci cocheta cu muzica hip-hop, înființându-și împreună cu alți doi colegi o formație pe care au numit-o „Minorii”.
De Românii au talent a aflat de la un prieten. Nu a stat nicio clipă pe gânduri și s-a înscris pe site-ul emisiunii. La preselecție a impresionat publicul și juriul cu piesa „E evident, românii au talent”, un imn neoficial al emisiunii de la PRO TV, iar în semifinală cu „Iubiți-vă părinții!”, tot pe ritmuri hip-hop. În finală a cântat „Sunt român, deci pot” și a fost declarat câștigător al primului sezon Românii au talent. 
Anunțul că Adrian Țuțu a câștigat marea finală a adus și critici în rândul publicului care a urmărit show-ul. Cei mai mulți au fost revoltați că nu talentul, ci cazul a câștigat marele premiu de 120.000 de euro, potrivit celor de la Adevărul. Atât forumurile, cât și rețelele de socializare au fost asaltate cu mesaje de protest, iar un val de critici fără precedent s-a stârnit la adresa PRO TV și a învingătorului lor.
Adrian Țuțu a semnat la jumătatea anului 2011 un contract cu MediaPro Music. El pregătește și un material discografic pentru care a intrat deja în studiourile de înregistrări.

## Începuturile

### Tinerețea și educația
Pe când avea patru ani, Adrian s-a mutat împreună cu familia sa la Focșani. La vârsta de 14 ani a compus o piesă pentru părinții săi decedați. În primul an după moartea mamei, frații lui au avut grijă de el. Apoi a fost crescut de bunica sa, până la 15 ani, când s-a mutat singur în apartamentul lăsat de părinți. Adrian Țuțu a urmat Școala de Arte și Meserii din cadrul Colegiului Tehnic „Traian Vuia” din Focșani.

### Începutul în muzica hip hop
Încă de atunci cocheta cu muzica hip-hop, înființându-și împreună cu alți doi colegi o formație pe care au numit-o „Minorii”, aluzie la vârsta lor fragedă. Fiind mai mult ocupat cu acest aspect decât cu cartea, Adrian a acumulat în acel an școlar 539 de absențe, fiind declarat repetent. Dirigintele său, inginerul Ștefan Ioneanu a declarat: 
Are o situație deosebită, nu are părinți și am ținut la el. E un băiat extrem de inteligent și chiar l-am întrebat de ce nu vrea să urmeze școala, să se facă inginer sau mecanic, dar mi-a oferit un răspuns care m-a blocat: «Dom' profesor, eu vreau în viață să cânt și să dansez.» Chiar le-am sugerat rudelor să-l îndrepte spre Liceul de Arte, însă nu s-a întâmplat nimic.

## Românii au talent

### Pregătirea
Când a intrat într-o sală de internet, la sfârșitul lui 2010, ca să se înscrie la concurs, Adrian Țuțu se gândea că-și încearcă norocul. La finalul primului sezon al show-ului „Românii au talent”, Eminem de România, așa cum a fost supranumit, a ajuns o vedetă. „Undeva prin septembrie, stăteam la lumina lumânării și scriam niște versuri, când am primit un telefon de la cineva și am aflat de un concurs la PRO TV. Aveam lacrimi în ochi, eram fericit, dar și trist pentru că nu aveam bani să merg la Constanța. Am mers la un prieten și l-am întrebat dacă are să mă ajute cu niște bani, iar părinții lui mi-au oferit ajutor.” În tren a compus și piesa care l-a făcut vestit: „E evident, românii au talent”.

### Preselecții
Vezi și Românii au talent (primul sezon): Înscrierile și audițiile.
Adrian s-a dus la preselecții cu un prieten de-al său. După ce a cântat melodia la preselecții, Andi Moisescu i-a declarat: „În cele mai multe cazuri de piese din hip hop, oamenii fac rap corect, dar până la urmă, nu prea înțelegi exact că nu spun nimic concret, ăsta a fost unul dintre cazurile rare în care chiar ai spus ceva de la început până la sfârșit.” Și Mihai Petre a spus: „Încerc să mă uit și dincolo de actul lui, de ceea ce face pe scenă. Nu mulți oameni au curajul să se deschidă în felul în care ai făcut-o tu, în fața unui public atât de mare.” Rapperul a trecut mai departe cu 3 de „Da”.

### Semifinala
Pentru semifinală, Adrian a pregătit o nouă piesă, din nou pe ritmuri hip-hop, care exprimă un mesaj către părinții săi, care au murit în copilăria lui. Țuțu a afirmat: „Am ales în ultimul moment această piesă, pentru că mai aveam una pregătită pentru concurs. Sunt fericit pentru alegerea făcută și simt că prind din ce în ce mai multă încredere în mine.” El a intrat pe scenă însoțit de un grup dansatori. A cântat și a dansat, iar la final a avut un mesaj pentru toată lumea: „Iubiti-vă părinții!”. Mihai Petre a ținut să îl felicite pe Adrian și să îi spună că mesajul lui a fost extraordinar: „Mi-ai plăcut și mai mult acum, pentru că te-ai reinventat, ai compus din nou, ai transmis un nou mesaj, foarte important; cred că toți tinerii trebuie să ia aminte. Pe lângă faptul că ai cântat foarte bine, ai și dansat foarte bine.” Andra a fost mai directă și l-a comparat cu faimosul Eminem: „Sunt de acord că ești foarte talentat și cred că pe lângă asta, inspirația ta vine de acolo, de undeva de sus, de la părinții tăi, îți susțin mesajul și să știi că eu deja te văd ca un Eminem al României.” Andi i-a spus: „Din punctul meu de vedere, ești una dintre cele mai frumoase povești pe care am citit-o, o citesc și pe care aș vrea foarte mult să o recitesc în viața asta.” În semifinală, Adrian a avut cele mai multe voturi, alături de el calificându-se Cristina Bondoc împreună cu Alina Dincă și Akikai.

### Finala
| Rezultatele din finală (doar primii trei concurenți) |                     |          |
| Loc                                                  | Concurent           | Procente |
| 1                                                    | Adrian Țuțu         | 29,29 %  |
| 2                                                    | Narcis Iustin Ianău | 24,40 %  |
| 3                                                    | Valentin Dinu       | 16,26 %  |

Rapperul s-a dus la finala emisiunii cu sora sa, cu două verișoare de-ale sale și cu doi prieteni, dintre care unul este băiatul care l-a ajutat să facă negativele pentru concurs. Narcis Iustin Ianău a afirmat că, înainte de finală, tensiunea l-a afectat cel mai tare pe Adrian Țuțu, care a primit perfuzii, dar și pe Valentin Dinu. Bogdan Angheluță, vărul lui Narcis Ianău, a spus că „Țuțu a fost dus la dispensarul din incintă, însă medicii de acolo nu l-au tratat până ce nu a sosit un reporter cu o cameră de luat vederi.”
Concurentul a cântat melodia „Sunt român, deci pot” pe ritmuri de hip hop. Mihai Petre l-a felicitat și i-a dat speranțe: „Te felicit din toată inima. Ești unul din cei cu șanse reale la premiul care e în joc în seara asta!” Andra l-a lăudat: „De când te-am văzut prima oară, mi-a plăcut că iei în serios fenomenul hip-hop, muzică, text, dans. Și că îi apropii pe oameni prin muzică, și nu îi scandalizezi.” Andi a fost și el impresionat: „Ai reușit să transmiți esențialul – un mesaj și o revoltă interioară!”
În final, Țuțu Adrian Cristian a fost declarat câștigător al primului sezon Românii au talent. Următoarele locuri în preferințele spectatorilor au fost ocupate de Narcis Iustin Ianău (cinci procente l-au despărțit de triumf) și Valentin Dinu. Adrian a declarat: „Mă simt foarte emoționat. Nu mai am cuvinte. Vă mulțumesc din tot sufletul. Sper ca toate piesele mele să aibă un mesaj bun pentru voi.”

## Urmările emisiuniiRomânii au talent

### Controverse
Să faci dintr-un caz social cel mai talentat român e departe, sunt două chestiuni care n-ar trebui să meargă niciodată mână-n mână. Românii sunt foarte milostivi când îl văd pe Țuțu la TV.  
Anunțul că Adrian Țuțu a câștigat marea finală a adus și critici în rândul publicului care a urmărit show-ul. Acestea pot fi văzute cel mai bine pe internet. Valuri de internauți își exprimă mulțumirea sau nemulțumirea față de rezultatul concursului. Valul de critici îl vizează atât pe câștigătorul Românii au talent, dar și conducerea televiziunii care a organizat concursul. Atât forumurile, cât și rețelele de socializare au fost asaltate cu mesaje de protest. Cei mai mulți au fost revoltați că nu talentul, ci cazul a câștigat marele premiu de 120.000 de euro, potrivit celor de la Adevărul.
Un val de critici fără precedent s-a stârnit la adresa PRO TV și a învingătorului lor „contrafăcut”, Adrian Țuțu. Site-urile de internet gestionate de PRO TV au mii de accesări și comentarii, predominant, defavorabile. S-a creat o controversă puternică, iar PRO TV a rămas în atenția publicului chiar și după încheierea show-ului. „Înscenarea” pusă la cale de PRO TV pare să repete povestea de la Britain’s Got Talent din 2009, când Susan Boyle a ieșit pe locul doi, deși era favorita publicului. Astfel s-a creat o mare controversă în jurul organizării emisiunii, iar subiectul a rămas în atenția publicului timp îndelungat.

### Premiu
Adrian Țuțu, câștigătorul show-ului Românii au talent, nu poate lua întreaga sumă pe care a câștigat-o, pentru că trebuie să plătească impozit statului. Astfel, lui îi revin doar 100.800 de euro, iar statul român îi impozitează câștigul cu 19.200 de euro. Sorin Blejnar, președintele ANAF, a declarat pentru gândul.info că regretă că nu-l poate scuti pe Adrian de la plata impozitului: „Îmi pare sincer rău, pentru că e o situație specială, îi cunosc situația familială și nu aș fi vrut să îi diminuez bucuria câștigării premiului. Dar, din păcate, nu avem baza legală pentru a-i acorda această scutire.” Potrivit Codului fiscal, „veniturile sub formă de premii se impun, prin reținerea la sursă, cu o cotă de 16% aplicată asupra venitului net realizat din fiecare premiu. Obligația calculării, reținerii și virării impozitului revine plătitorilor de venituri”.

### Schimbarea vieții
După ce a câștigat concursul, el a spus: 
Viața mea s-a schimbat brusc în bine, sunt fericit că am ajuns aici și le mulțumesc tuturor că au fost alături de mine. Deocamdată, de când am câștigat, nu prea am ieșit prea mult pe stradă, dar am primit foarte multe mesaje, foarte multe telefoane și lumea este încântată de apariția mea. Sincer, eu încă nici nu conștientizez că am 120.000 de euro, sunt fericit că am câștigat un concurs. Cred că sunt unele fete care mă plac pentru că am 120.000 de euro.
Adrian Țuțu spunea că nu s-a gândit ce va face cu banii pe care i-a câștigat, nici înainte de a deveni învingător și nici după ce a obținut marele premiu. „Acum sunt super fericit și vreau să continui cu muzica”, a spus Adrian Țuțu. Promite că-și va continua și studiile: „Școala e cea mai importantă”, povestește el, „vreau să o continui, apoi să fac Conservatorul”. Acum are un apartament „perfect ordonat și curat” în care compune melodii: „În apartamentul unde stăteam erau pereții cojiți de var și tencuială nu era, geamuri nu erau, căldură nici atâta, apă caldă nici atât. Și m-am apucat să-l renovez.” În 2011, Adrian Țuțu a împodobit bradul de Crăciun, pentru prima dată în viața sa.

### Colaborări
- După marea finală, Adrian și Narcis Iustin au hotărât ca la un moment dat să cânte împreună o melodie în care să îmbine cele două stiluri muzicale caracteristice fiecăruia.[36]

- Adrian și Cosmin Agache au cântat o piesă compusă special pentru emisiunea Dansez pentru Tine, iar colaborarea dintre ei a fost un succes.[37] De asemenea, de Revelion, rapperul a cântat cu Robo de la trupa DFC (Dance Fiction Crew[38]) dansând.[39]

- Lora și Adrian se implică în evenimente caritabile.[40] Pe 2 iunie, în cadrul unui eveniment, Adrian a cântat pentru a da o mână de ajutor. Din dorința de a convinge publicul să facă donații, acesta a interpretat o nouă piesă, „Fericirea”, în premieră.[41]

## Continuarea carierei de muzician
Adrian Țuțu a semnat la jumătatea anului 2011 un contract cu MediaPro Music. El pregătește și un material discografic pentru care a intrat deja în studiourile de înregistrări. Până pe 1 decembrie 2011, el avea 25 de piese compuse. Acesta a afirmat: „Cluburi, fete, băutură - nu am simțit nevoia, mi-a rămas chestia asta cu muzica, dacă aș avea o fată, aș pune sentiment și acolo și nu vreau, vreau să pun sentiment în muzică. Câteodată plâng, sunt supărat, când simt că nu-mi iese ceva în muzică.”
El a declarat: „Sunt fericit că pot face următorul pas alături de MediaPro Music și sper să nu-i dezamăgesc pe cei care au avut și au încredere în mine. Prima piesă la care m-am gândit este pentru cei din noua generație, dar piesele de pe album vor fi dedicate tuturor. Sunt la fel de nerăbdător ca și voi să lansez în primul rând single-ul și apoi albumul. Sper că veți fi alături de mine și îmi doresc să fac treabă bună în continuare.” Adrian a cântat în premieră o melodie la emisiunea Gabrielei Cristea, Draga mea prietenă. „Piesa are două zile. Chiar am simțit nevoia să fac piesa asta pentru că voiam să simt ce am simțit în copilărie”, a spus Țuțu despre piesa „Toți suntem copii”. El a demarat un concurs pe pagina sa oficială de Facebook. Cântărețul își invită fanii să realizeze un videoclip în care protagoniștii să fie chiar ei. Astfel, primii 32 de participanți au ocazia să apară în videoclipul piesei, fiecare pe câte un vers.

## Versuri și stil muzical
Adrian este un băiat talentat, iar cei trei milioane de votanți l-au ales pentru că le-a subliniat sentimentele, ei nu vor să plece din țară, își iubesc țara așa cum e. Mesajul social a avut succes de cauză.  

Adrian Țuțu dorea o carieră de muzician, dar unchiul lui a declarat: 
Noi am vrut ca el să facă școală, să învețe carte! Lui însă îi plăcea muzica, deși îi tot spuneam că numai cu o meserie o să își poată câștiga pâinea. Nu ne așteptam să ajungă chiar acolo și să câștige, dar acum, firește, ne bucurăm foarte mult pentru el. A fost o mare surpriză.
Până să ajungă la Românii au talent, el a abordat mesajul unui rapper de cartier. Textele cu iz patriotic au fost scrise special pentru show-ul de la PRO TV. În piesele de pe YouTube, Adrian Țuțu folosește un cu totul alt limbaj și vorbește despre viața de dur în care bea și umblă prin cluburi.
Deși cântă muzică hip hop, Ombladon, componentul trupei Paraziții este foarte vehement în ceea ce-l privește: „Mi se pare că nu are nicio treabă cu rap-ul, face niște versuri împuțite care nu-mi spun nimic.” Un rapper căruia nu i-a venit să creadă că tocmai Adrian Țuțu a fost cel care a câștigat finala Românii au talent a compus special o piesă în care îl atacă. Țuțu este acuzat că nu face hip-hop adevărat: „Pentru urechea ta de cocalar, reține, tu nu faci hip-hop, el te face pe tine.” 1Q Sapro, l-a imitat pe Adrian Țuțu la Serviciul Român de Comedie. Concurentul a interpretat „Iubesc România”, pe versurile compuse tot de el.
Cântărețul a declarat la PRO FM că a început să asculte hip-hop atunci când a descoperit piesele interpretate de La Familia și Tupac Shakur. Deși a spus „Nu știu dacă ați observat, în România nu există cântăreți de hip-hop de genul meu. Nimeni nu încearcă să transmită un mesaj. Toți care fac asta subliniază ce trăiesc, atât.”, el este acum un mare fan al celor de la B.U.G. Mafia și Puya.

## Filmografie
Țuțu este foarte talentat, a făcut cântecul-protest în câteva minute, i s-a explicat despre ce e vorba și am rămas uimit de creativitatea lui fantastică.  
Tânărul și-a făcut apariția într-un episod din Pariu cu viața. Tinerii din „LaLa Band” se revoltă împotriva conducerii școlii, iar Adrian Țuțu îi ajută să-și transpună indignarea în versuri.

Rapperul a mărturisit: 
A fost un moment special pentru mine, știam cum arată platoul unei emisiuni precum Românii au talent, dar când am ajuns în Buftea, pe platourile de filmare, am fost emoționat. Mi s-a cerut să scriu un cântec-protest și am reușit să fac asta în 3 minute. Mi-a plăcut ideea de a te răzvrăti împotriva conducerii școlii, cred că toți ne-am dorit asta, măcar o dată-n viață.
Producătorii mi-au spus ce-și doresc și eu, în câteva minute, am scris versurile unui cântec special pentru greva elevilor. Sună cam așa: «Este un mesaj de la noi pentru voi, suntem tineri, avem curaj, punem pariu cu viața, a venit momentul să ne-ndeplinim speranța». Și asta e doar o parte din cântec, restul vor vedea telespectatorii la PRO TV.
El își dorește să se întoarcă oricând la Buftea: „Mi s-a părut foarte frumos să fiu invitat și cu mare plăcere revin oricând, cei din «LaLa Band» sunt niște tineri extraordinari, cu care am legat prietenii.”